# Банківська справа
Банківська справа (від італ. banco — лава) — частина економіки, що концентрує свою увагу на структуру та процеси в банківській (фінансовій) сфері. Головним суб'єктом банківської справи є банк, який є, насамперед, фінансовим посередником між позикодавцем та позичальником. Він також може здійснювати інші послуги по фінансових операціях для фізичних та юридичних осіб.
Універсальні банки виконують широкий спектр банківських операцій, охоплюють багато секторів грошового ринку та галузей економіки. В Україні більшість банків універсальні, їм заборонено здійснювати діяльність лише у сфері торгівлі, матеріального виробництва і страхування. Спеціалізовані банки обмежують свою діяльність невеликим колом операцій або функціонують у вузькому секторі ринку, або обслуговують окремі галузі економіки (ощадні, іпотечні, банки споживчого кредиту, банки підтримки, гарантійні, розрахункові (клірингові) банки або палати). Крім функціональної, виділяють галузеву і регіональну спеціалізації банків.
Порівняно з іншими секторами економіки, банківська сфера досить інтенсивно регулюється з боку держави. Це пов'язано із вагомим значенням банківської системи для національної економіки (стабільність банківської системи є основною метою Національного банку України).

Щодо регулювання банківської сфери державою видатний економіст Людвіг фон Мізес в своїй відомій книзі «Людська діяльність» писав:
Не було жодних причин відмовлятися від принципу вільного підприємництва у сфері банківської діяльності (р.440).
...
Нашим сучасникам надзвичайно важко уявити собі умови вільної банківської діяльності, оскільки вони сприймають державне втручання в банківську справу як належне та необхідне (р. 444).
...

Щоб запобігти подальшій кредитній експансії, необхідно підпорядкувати банківський бізнес загальним правилам комерційного та цивільного права, які зобов'язують кожну особу та фірму виконувати всі свої зобов'язання у повній відповідності до умов контракту (р.440).